# Idioteque
"Idioteque" és una cançó del grup anglès de rock alternatiu Radiohead, presentada com la vuitena pista de l'àlbum Kid A (2000). Malgrat que no va ser llançada com a senzill, com la resta de cançons de l'àlbum, aquesta va esdevenir una de les més populars entre crítics i seguidors, i és gairebé fixa en la majoria de concerts des de llavors. Les revistes Pitchfork Media i Rolling Stone la va situar respectivament en la 8a i 56a posició de les millors cançons de la dècada del 2000. L'any 2008 fou inclosa en la compilació Radiohead: The Best Of.
La cançó conté unes de les lletres més crues escrites per Thom Yorke, descrites com força apocalíptiqus per les referències a desastres naturals, guerres i un col·lapse tecnològic. Alguns seguidors interpreten que la cançó té a veure amb el canvi climàtic.
El material artístic de l'àlbum Kid A, dissenyat per Stanley Donwood i Thom Yorke sota el pseudònim de "Tchock", tracta el mateix tema que la lletra de la cançó. Les imatges representen unes terres cobertes de fulles, neu i gel, amb un foc al fons que s'està cremant. Aquestes imatges estan inspirades en fotografies relacionades amb la Guerra de Kosovo.
"Idioteque" conté dos samples de música experimental de la dècada del 1970. El primer fou extret de "Mild und Leise", una peça del compositor electrònic Paul Lansky mentre que el segon fou extret de "Short Piece" de Arthur Kreiger. Ambdues cançons foren compilades en First Recordings − Electronic Music Winners de l'any 1976, LP que Jonny Greenwood va trobar casualment mentre Radiohead treballava en Kid A.
Malgrat que no es va llançar com a senzill, van editar un videoclip que mostra Radiohead tocant la cançó dins l'estudi. Tanmateix aquesta versió oficial és diferent de la inclosa en l'àlbum.